# ジェニファー・ウォルシュ

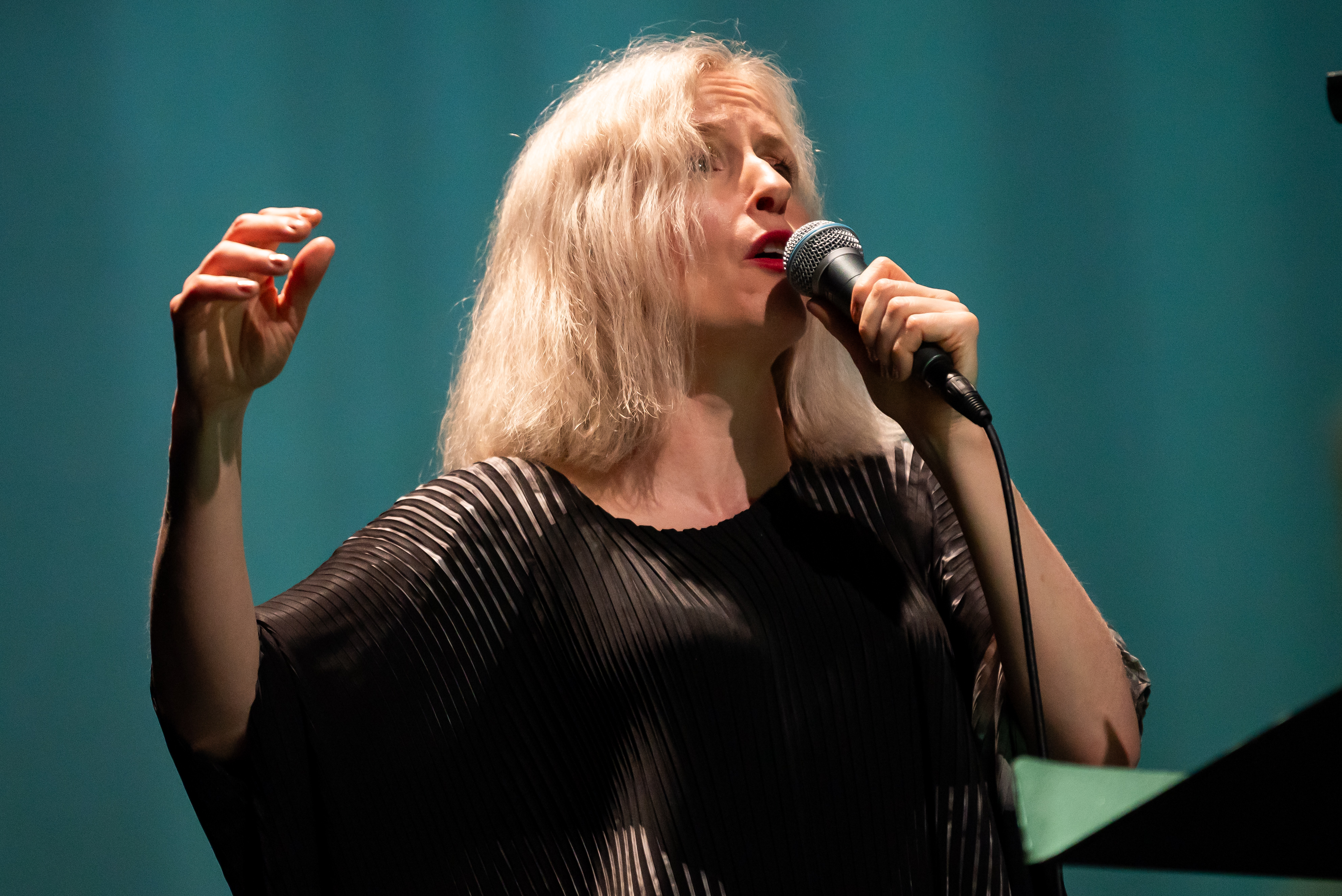
ジェニファー・ウォルシュ（2024年）

ジェニファー・ウォルシュ（Jennifer Walshe、1974年 - ）は、アイルランド出身の現代音楽の作曲家。現在はドイツ在住。

## 略歴
アイルランドで学んでいたが、やがてイギリスでケヴィン・ヴォランスに師事、その後アメリカへ渡り、ノースウェスタン大学でアムノン・ウォルマンに師事して博士号を授与された。学内においてもいくつかの受賞歴があるが、2000年にダルムシュタット夏季現代音楽講習会に参加してクラーニヒシュタイン音楽賞を受賞して脚光を浴びた。ノースウェスタン大学史上2人目の受賞であった。2001年、2002年にはガウデアムス音楽週間内若手作曲家対象国際コンクールにも入選した。2003年度には1年間アカデミー・シュロース・ソリチュード奨学金も授与されている。現在もヨーロッパとアメリカを中心に活躍している。

## 作風
旋律や和声が織り成す時間的構成に全く興味を示さず、特異な特殊奏法のみで楽曲を構成する異色の存在である。口に物を挟んだまま喋る、歯軋りする、絶叫する、過度の独り言などに象徴される独特な響きを好む。